# Lichter

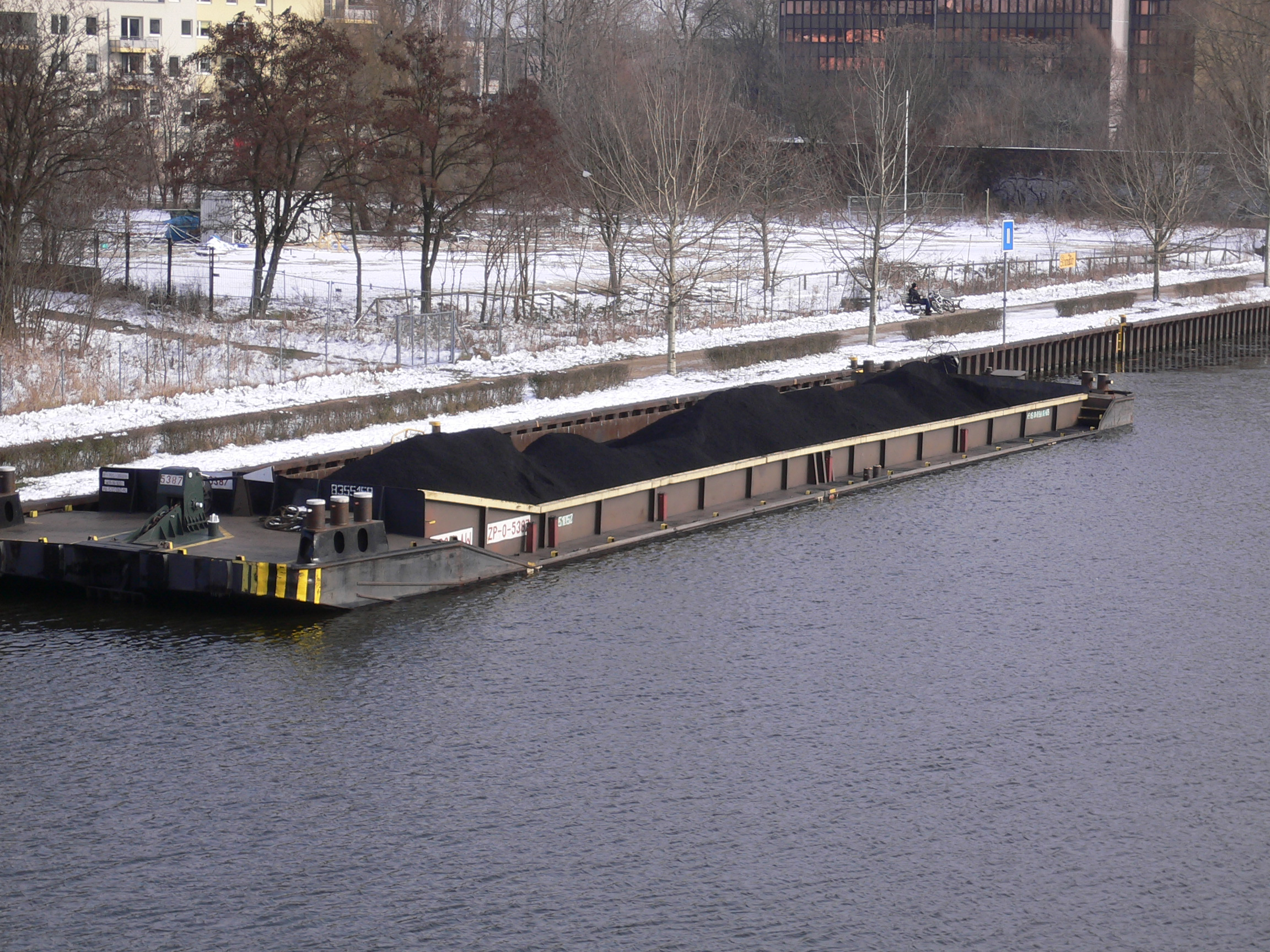
Lichter met kolen beladen

Een lichter is een klein schip waar de goederen uit een groot schip in worden overgeladen. Het grote schip heeft meestal niet de mogelijkheid om de kade aan een rivier of kanaal te bereiken vanwege haar te grote diepgang.
Het zijn meestal vrij brede vaartuigen met weinig diepgang. Ze hebben een open, of door luiken afdekbaar, ruim en zijn zelden voorzien van een eigen voortstuwingsinstallatie, tenzij zeilen of riemen.
Indien een schip de plaats van bestemming kan bereiken zonder een deel van de lading op lichters te moeten overladen spreekt men van ongebroken last. Indien een deel van de lading via lichters moet worden aangevoerd, spreekt men van gebroken last.
De eerste lichters werden gebruikt in de tijd van de VOC-schepen. De Engelse variant van de naam (lighter) komt terug in het scheepstype lighter aboard ship (LASH).